# Londonderry (Vermont)
Londonderry es un pueblo ubicado en el condado de Windham en el estado estadounidense de Vermont. En el año 2010 tenía una población de 1,769 habitantes y una densidad poblacional de 19 personas por km².

## Geografía
Londonderry se encuentra ubicado en las coordenadas 43°12′21″N 72°48′47″O / 43.20583, -72.81306.

## Demografía
Según la Oficina del Censo en 2000 los ingresos medios por hogar en la localidad eran de $42,669 y los ingresos medios por familia eran $48,000. Los hombres tenían unos ingresos medios de $29,871 frente a los $22,574 para las mujeres. La renta per cápita para la localidad era de $24,220. Alrededor del 6.3% de la población estaban por debajo del umbral de pobreza.